# 秩父鉄道車両公園
SL転車台公園（エスエルてんしゃだいこうえん、旧秩父鉄道車両公園(ちちぶてつどうしゃりょうこうえん)）は、埼玉県秩父市の秩父鉄道三峰口駅構内にある鉄道公園である。秩父鉄道創立90周年事業として建設され、1989年（平成元年）3月17日に開園した。なお、秩父鉄道側の案内や看板などでは「鉄道車両公園」とされていた。
創立120周年となる2019年（平成31年）4月に一旦の閉園とリニューアル計画が発表され、2020年（令和2年）夏季に「SL転車台公園（エスエルてんしゃだいこうえん）」として再開した。

## 現況
SL転車台公園は、旧鉄道車両公園の敷地の大半を更地化した上で再整備したもので、2020年（令和2年）7月23日に一般開放され、8月1日にプレオープン記念イベント（ちちてつ夏まつり）が行われた。入園は無料である。
三峰口駅とは線路群を挟んで対面しており、公園の出入口は三峰口駅東側（白久駅寄り）の踏切を渡ったすぐ先にある。旧鉄道車両公園と同様に、至近で「SLパレオエクスプレス」を牽引する蒸気機関車C58 363の転車台を用いた機回しを見学することが出来る（ただし、公園完成の年は全般検査で通年運休中だった）。敷地の大半は芝生が敷かれ、転車台の周辺に見学用のベンチがある他、新たに数種の木が植樹された。イベント用の更地も用意されている。
2021年からは、毎年5月中旬に開催している「わくわく鉄道フェスタ」の会場として使われている。

## 鉄道車両公園時代
三峰口駅構内の引き込み線跡地の一部を転用して、秩父鉄道で過去に使用された車両を展示していた。また、園内には桜の木が植えられており、春の季節には花が咲いた。
旧公園に入場するルートは現在と異なり、駅からしばらく西へ歩き、引き上げ線にある警報機・遮断機のない踏切をわたり、さらに砂利道を東へ歩く必要があった（このルートはSL転車台公園の開業に伴い、一般向けには閉鎖されたが、周辺住民に限り通行できる）。
営業時間
- 営業時間：年中無休 9:00 - 16:00
- 入園料：無料

### 旧展示車両
車両は全て静態保存で、東西二組の展示用線路（本線とは分離）に並べられており、東側（白久駅寄り）には主に電気機関車や電車、西側に貨車が展示されていた。屋根や壁はなく、全て雨ざらしであった。
当初、全ての車両に立ち入ることができたが、電気機関車と電車は錆びや塗装剥離など傷みが激しく、段階的に立ち入りが制限され、晩年は周囲全体が立入禁止となり、近づくこともできなくなった。腐食により屋根の一部が損傷したものがあったものの貨車は最後まで立ち入り可能だったが、秩父鉄道は2019年4月に鉄道車両公園について、同年5月よりSL関連設備の充実を図るとともに公園内の環境整備を含むリニューアルを行うことを発表、リニューアルにあたり、老朽化が進み安全の確保が難しくなった展示車両は、部品等の一部保存や写真等による資料化の後、5月から7月にかけて、全て解体撤去された。
以下、西から順に記す。
西側線路
- ワキ800形有蓋車（ワキ824）
- テキ100形鉄製有蓋車（テキ117）
- スム4000形鉄側有蓋車（スム4023）
- トキ500形無蓋車（トキ502）
- ヨ10形車掌車（ヨ15）

東側線路
- クハニ20形（クハニ29）
- デハ100形（デハ107） - 車内に史料が展示されていた。
- デキ1形（デキ1）
- ED38形（ED38 1）
- ワフ51形有蓋緩急車（ワフ51）

### ギャラリー

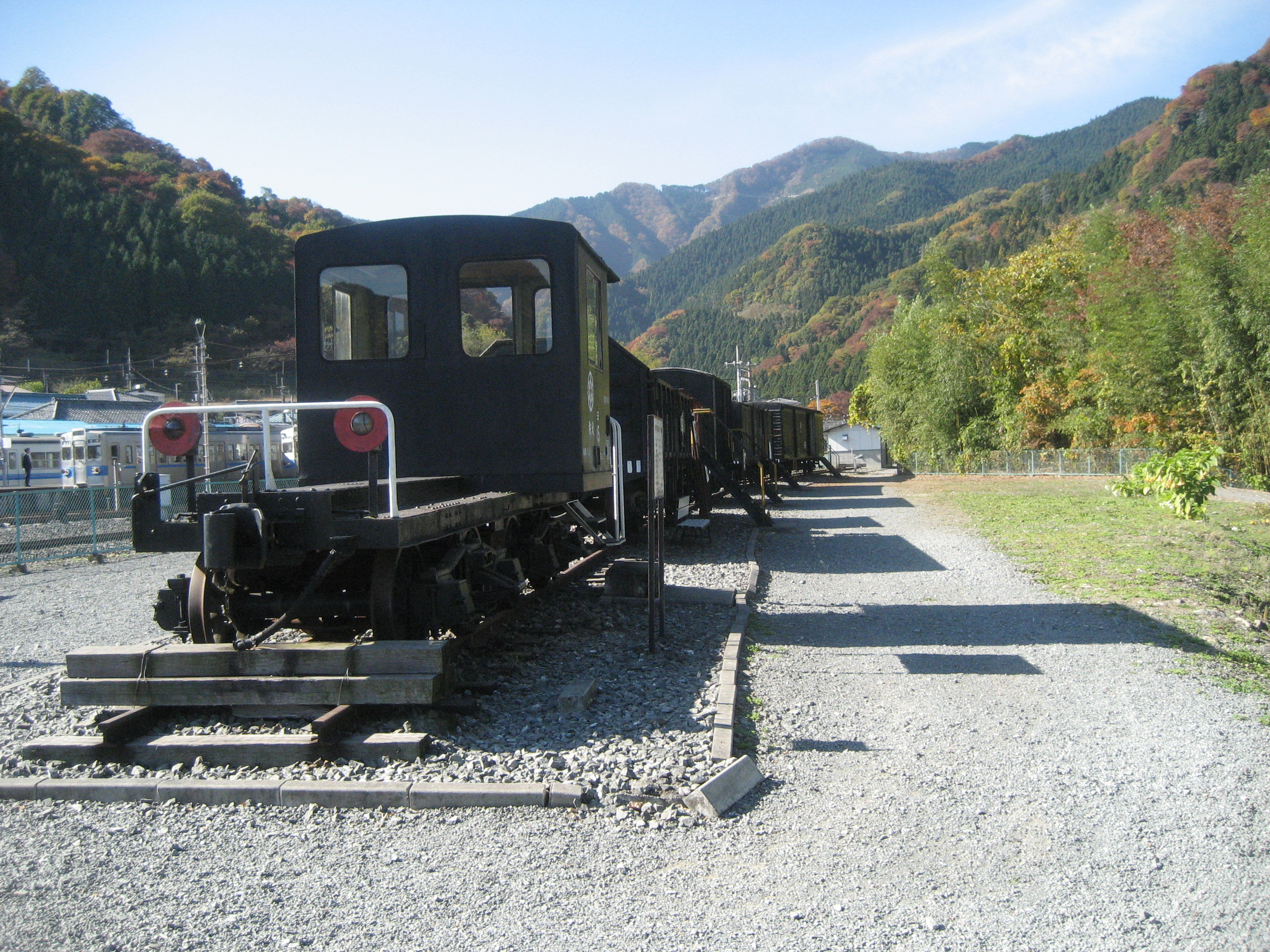
西側の展示車両
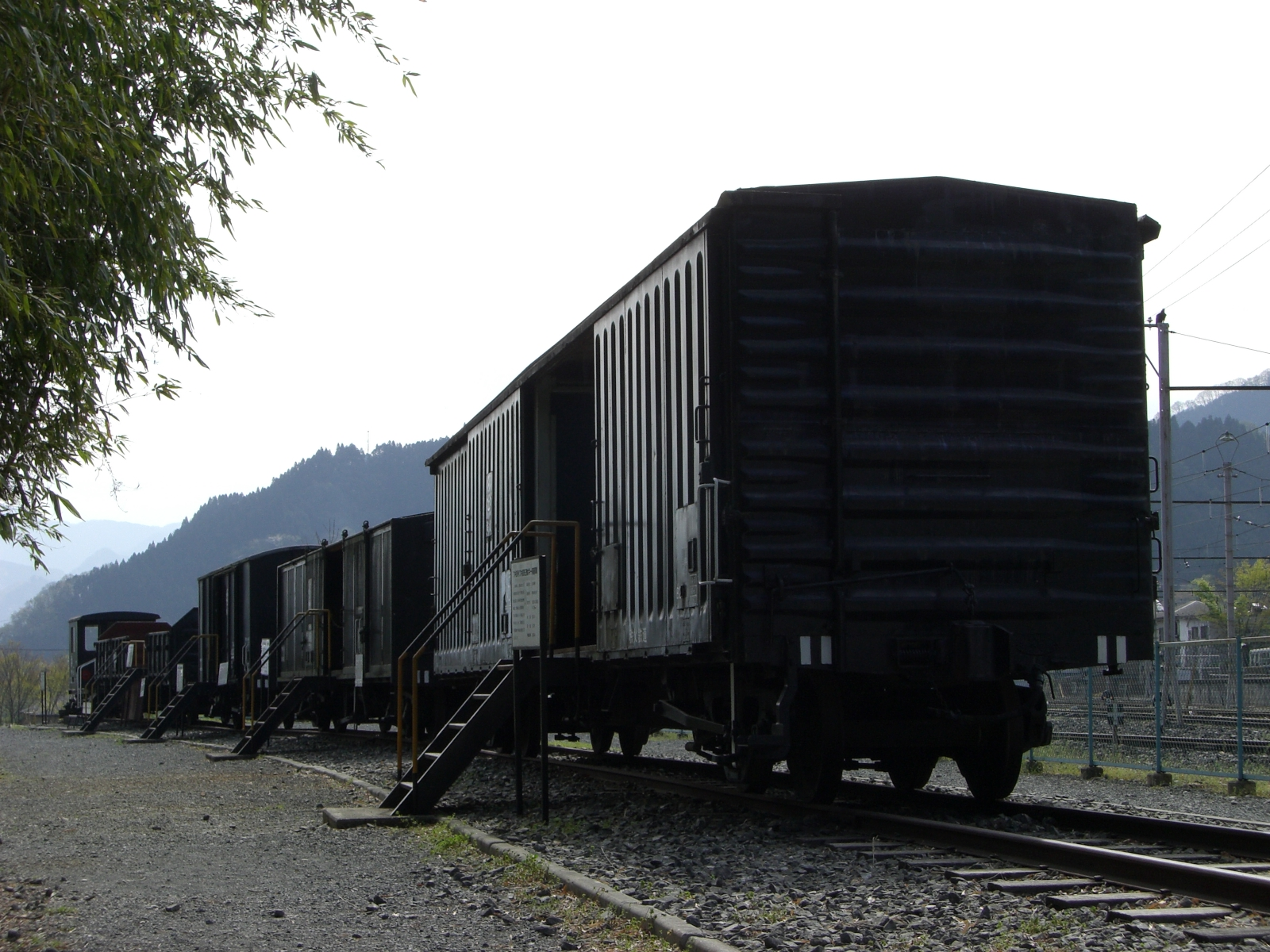
ワキ824
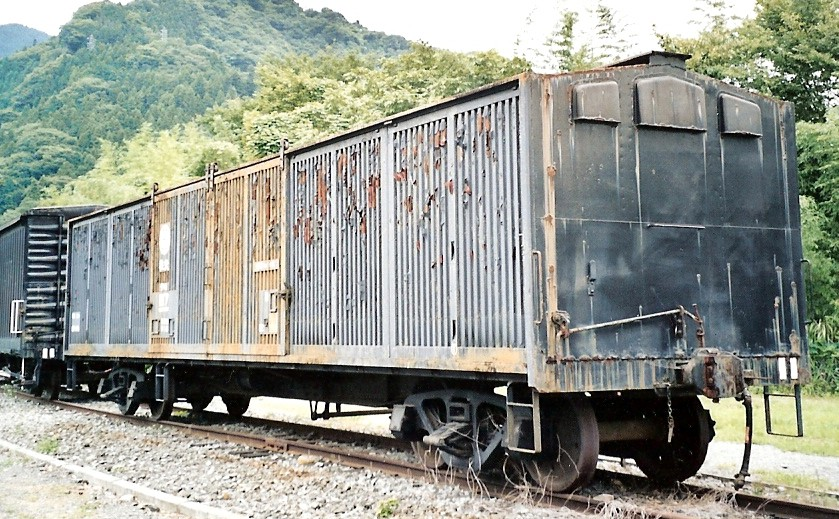
テキ117
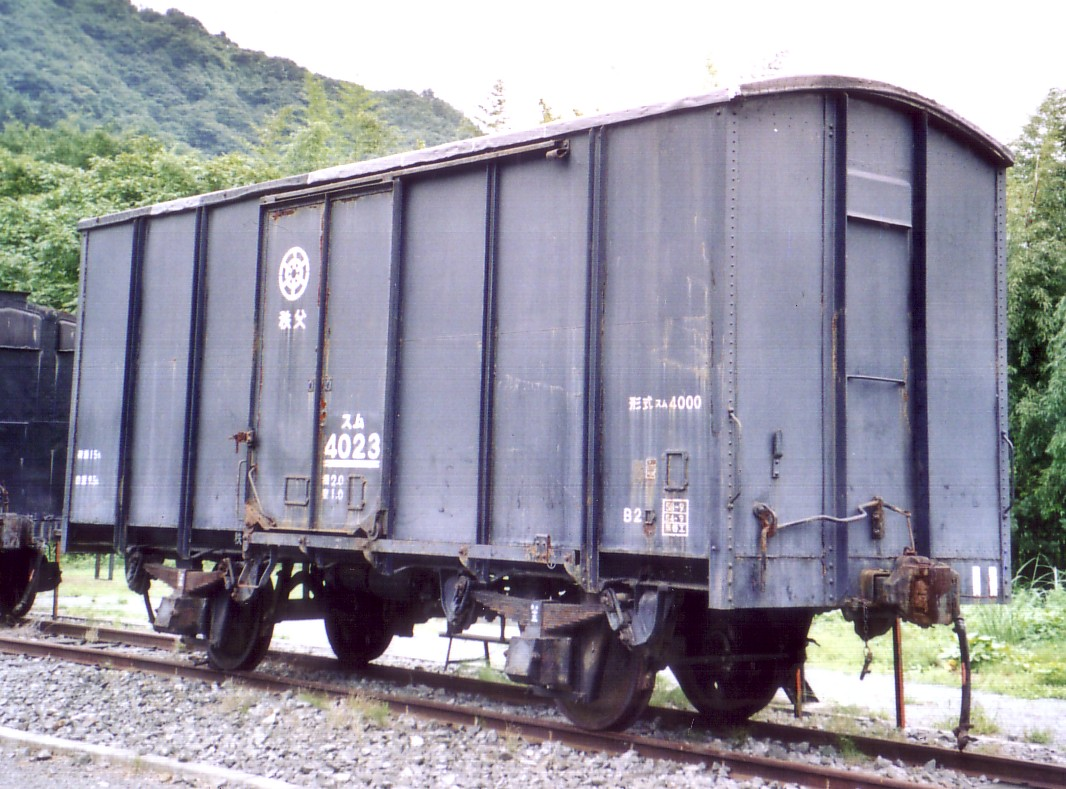
スム4023
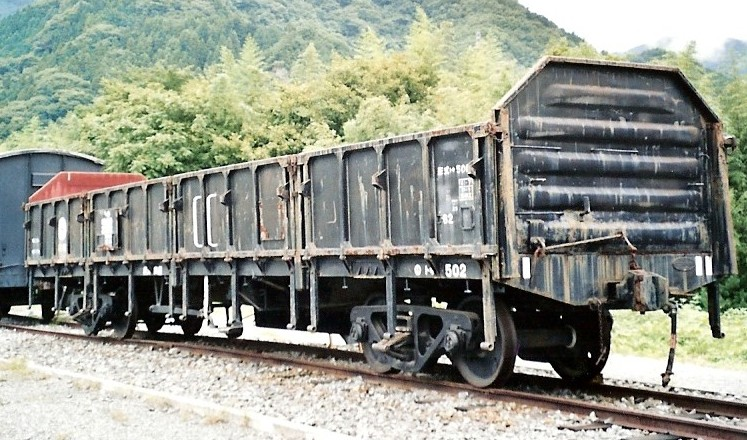
トキ502
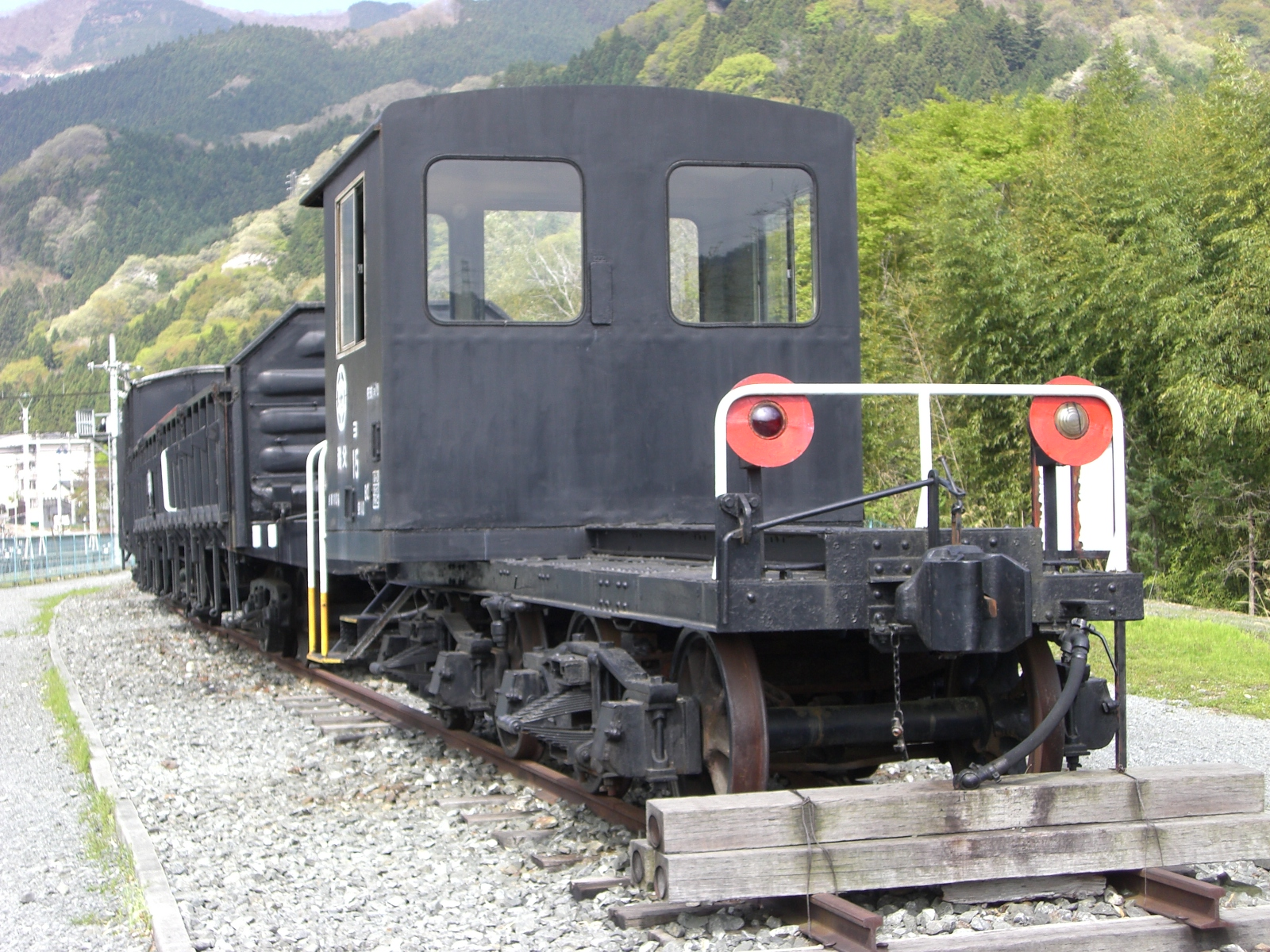
ヨ15
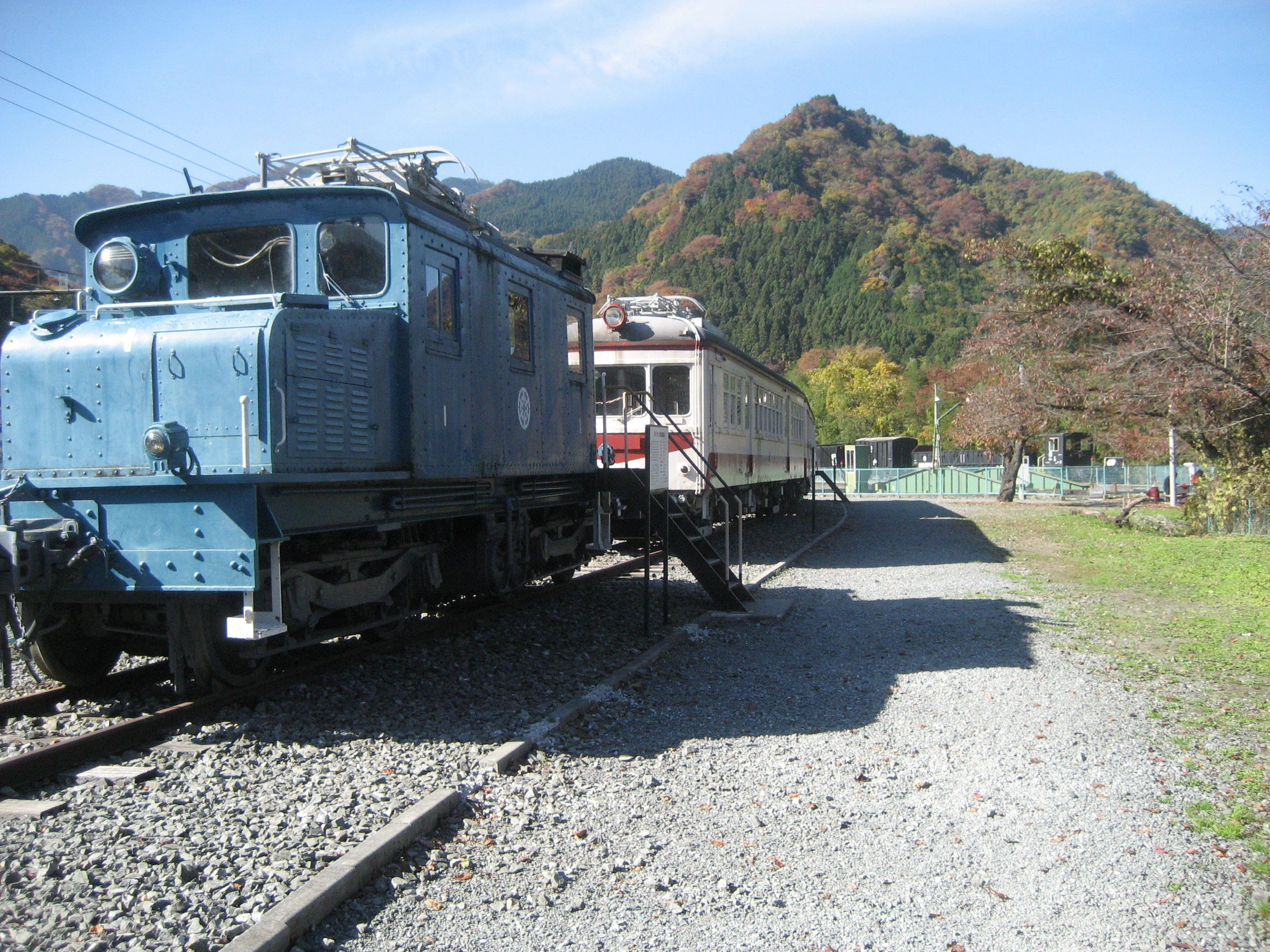
東側の展示車両
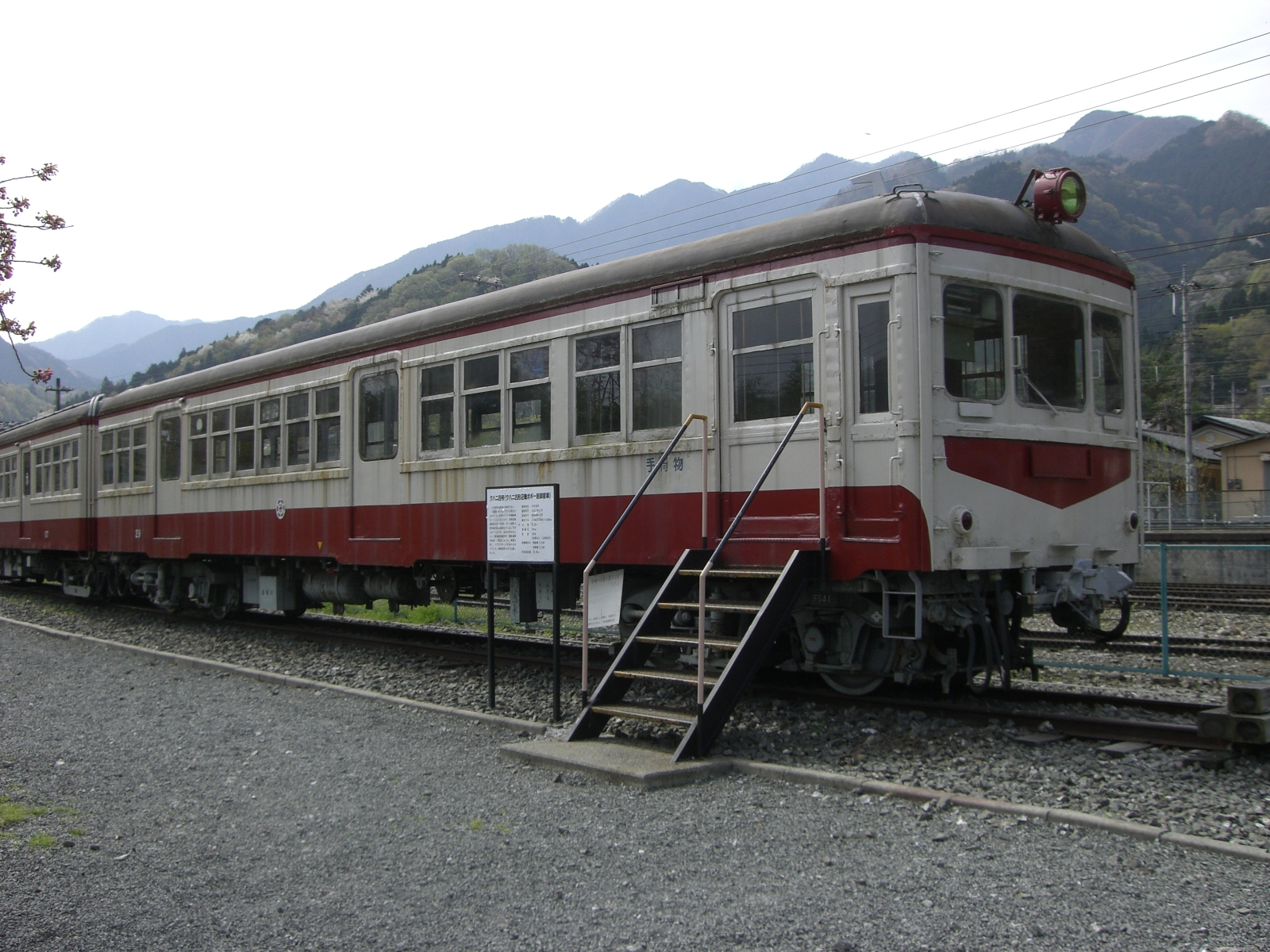
クハニ29
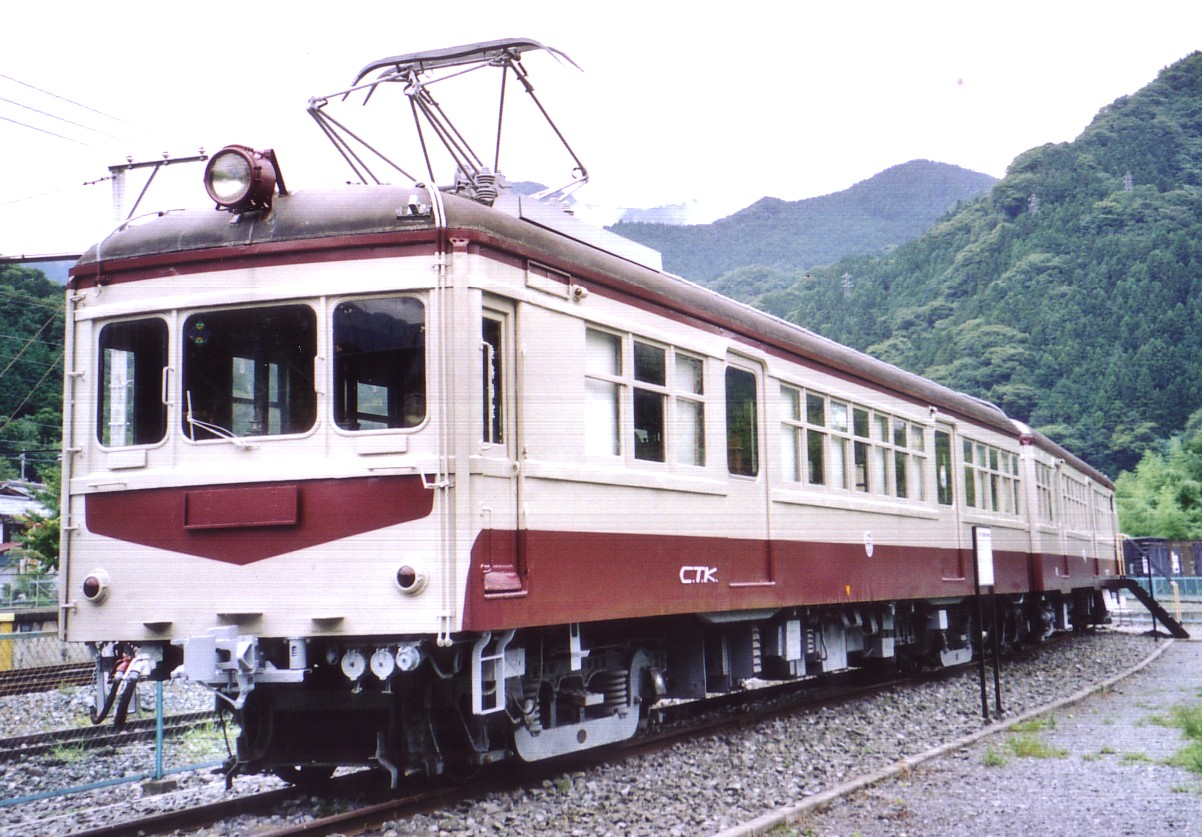
デハ 107
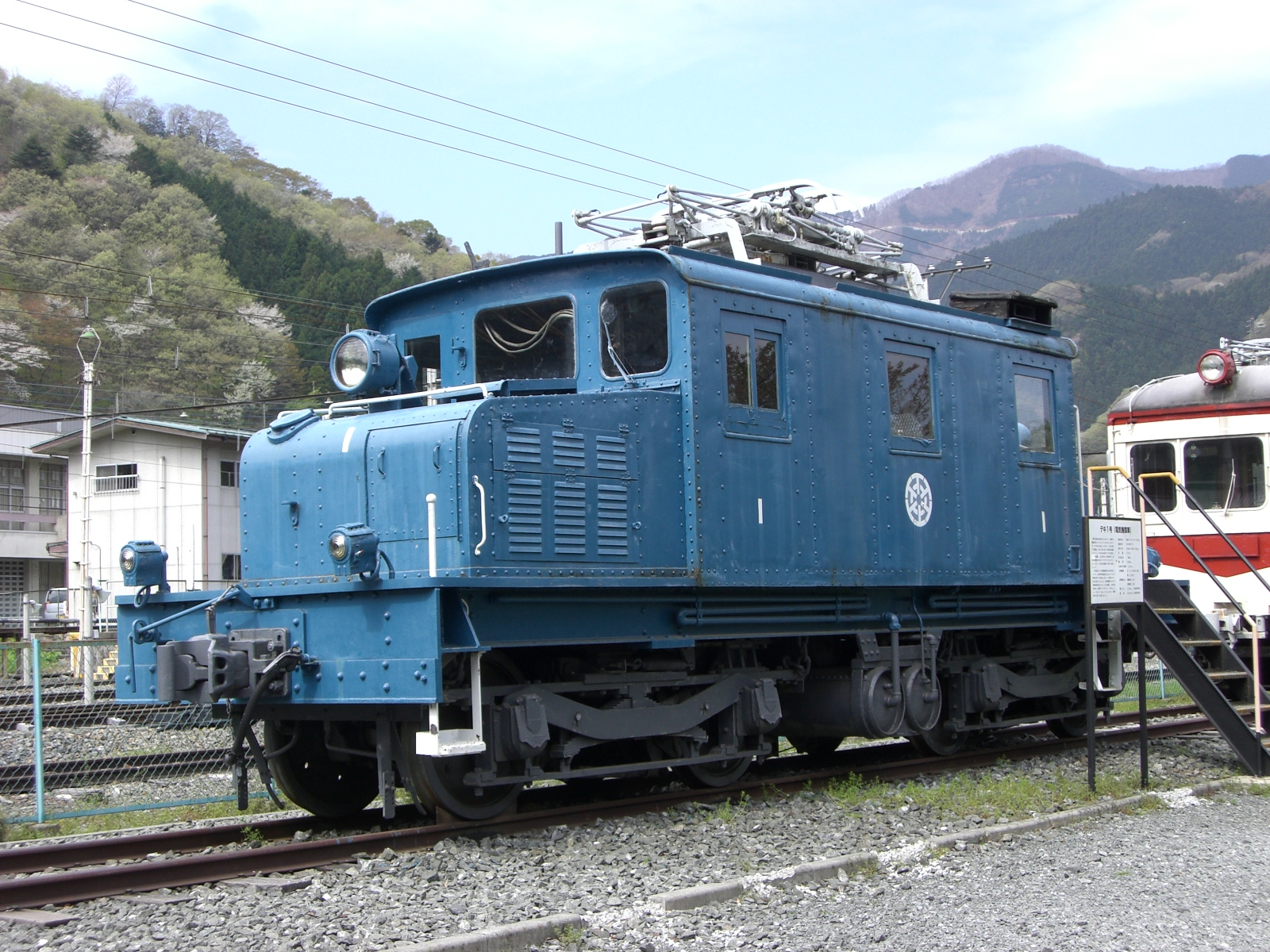
デキ1
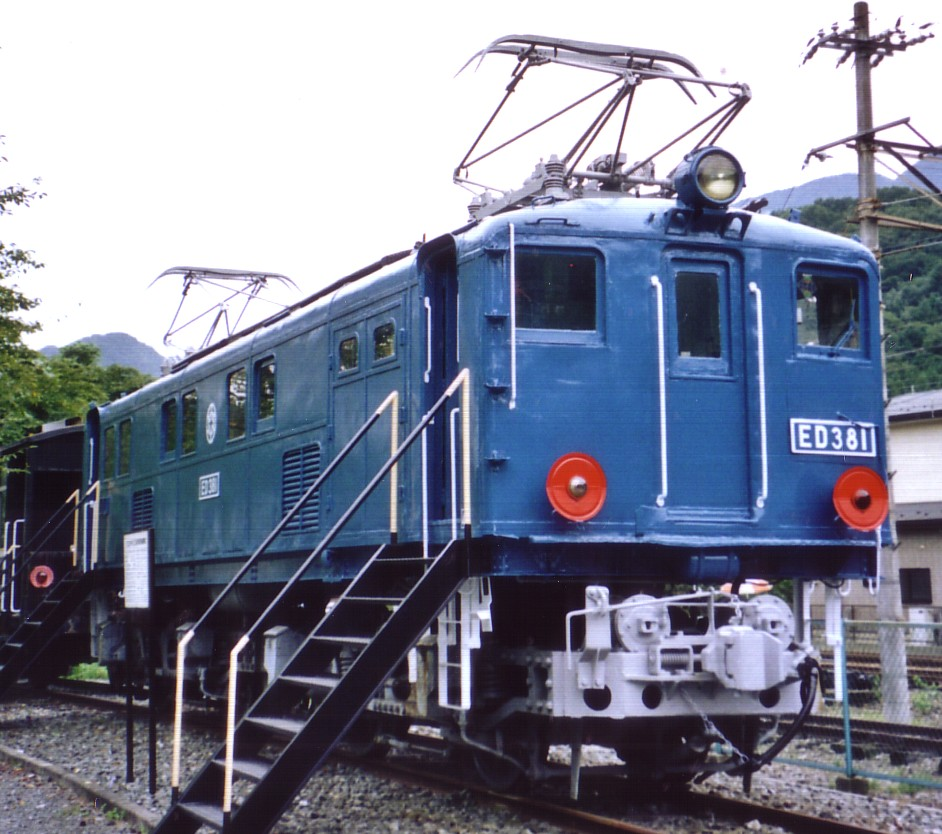
ED38 1
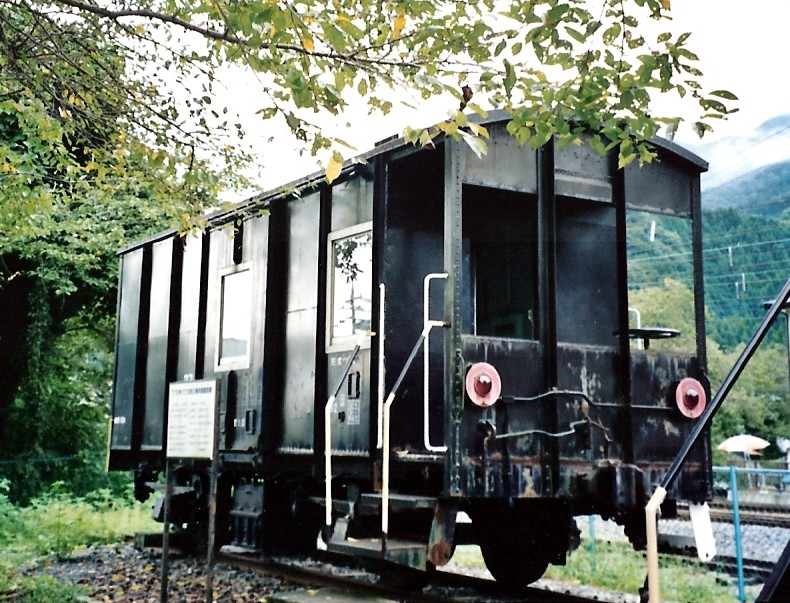
ワフ51